# Pou de la neu de Vallbona
El Pou de la neu de Vallbona és una obra romànica de Vallbona de les Monges (Urgell) inclosa a l'Inventari del Patrimoni Arquitectònic de Catalunya.

## Descripció
Estança d'una sola nau, de volta de canó apuntada, situada sota la plaça del monestir de Santa Maria.
Conté una estela funerària, de datació dubtosa, ja que hi ha qui la data a l'època visigòtica o a la romànica. Representa un rostre d'home amb barba.

## Història
Inicialment hi guardaven a l'hivern la neu emmagatzemada per l'estiu. Més tard fou carnisseria (1783) i taverna. Ara és una botiga de records.